# Астравец
Астравец или Островец (блр. Астравец; рус. Островец; пољ. Ostrowiec) град је у северозападном делу Републике Белорусије и административни центар Астравечког рејона Гродњенске области. 
Према подацима пописа из 2009. у граду је живело 8.285 становника.
Астравец је један од најмлађих градова у Белорусији, пошто тај административни статус ужива од 2012. године.

## Географија
Град се налази у севрозападном делу Белорусије и лежи на обалама реке Лоше (леве притоке реке Ашмјанке). Налази се на око 175 km североисточно од административног центра области Гродна и на око 3 km северније од железничке станице на линији Минск—Вилњус. Град је удаљен свега 7 km од границе са Литванијом и око 45 km источно од њеног главног града Вилњуса. Од Минска је удаљен 130 km ка северозападу. 
Име града потиче од маленог утврђеног острва на реци Лоши (рус. остров - острво). 

## Историја
У писаним изворима први пут се помиње 1468. у вези са документима о давању прилога манастирима Дјевице Марије и Свих Светих од стране локалних феудалаца Гаштолда. 
Након смрти последњег кнеза из династије Гаштолд Станислава 1542, град прелази у руке великог кнеза литванског Жигмунда I Старог.

## Становништво
Према подацима са пописа становништва 2009. у граду је живело 8.285 становника. У години 2018. становништво уређујете је 24.554 особа. Већина становника су ьелоруси (86%). Пољска (5%), руси (3%) и литванци (2%) такође живе у уређујете. Становништво говори белоруски и руски.
| 1959. | 1970. | 1979. | 1989. | 2009. | 2018.  |
| ----- | ----- | ----- | ----- | ----- | ------ |
| 4.277 | 3.240 | 4.959 | 7.675 | 8.285 | 10 878 |